# Qiutian De Chongzi
Qiutian De Chongzi (oryg. 秋天的虫子, pol. „Jesienne owady”) – chiński zespół rockowy.
Grupa zdobyła pewną popularność w 2001 roku po wydaniu albumu Kuáng rén rì jì. Wówczas to recenzenci określili zespół jednym z pionierów chińskiego rocka gotyckiego i industrialu. W późniejszym czasie ukazały się również Lóngshù, Hēi yuèzhāng i Bái yuèzhāng.
Zespół występuje także pod międzynarodowymi nazwami Fall Insects i Fall In Sex.

## Skład
- Clara (樱子) - śpiew
- Niu Ben (牛奔) - gitara
- Guang Rui (光蕊) - gitara basowa
- Song Yang (宋扬) - instrumenty klawiszowe
- Yu Wei (鱼尾) - perkusja

## Dyskografia
- Kuáng rén rì jì (pol. Pamiętnik szaleńca) (2001)
- Lóngshù (pol. Smocze drzewo) (2009)
- Hēi yuèzhāng (pol. Czarna muzyka) (2010)
- Bái yuèzhāng (pol. Biała muzyka) (2010)